# Méditation jaïne
La Méditation jaïne est décrite dans un texte ancien appelé Tattvartha Sutra. Le dhyāna consiste, avec une assise confortable, à fixer l'esprit sur un objet particulier, moins de trois quarts d'heure cependant.
Le jaïnisme a résonné sur le sous-continent indien avec force dès le début de notre ère. De nombreux textes et de nombreux moines ascètes ont écrit sur la méditation, car elle permet d'arriver plus rapidement à la libération (le moksha) en brûlant du karma. Le « rejet du corps (kāyotsarga) est une posture de méditation spécifique au jaïnisme, ell est accessible aussi bien au laïc qu’au religieux, que l’on peut adopter indépendamment ou au sein d’un cadre ritualisé plus large où, répétée, elle rythme les différents gestes effectués et s’accompagne de récitations murmurées en hommage aux Jina. Même si, expliquent les théoriciens, le kāyotsarga peut se réaliser assis, couché ou debout, la position debout est privilégiée ».
Ces raisonnements ont abouti à la mise à jour de quatre sortes de méditations dont certaines peuvent s'avérer négatives : la tristesse et la cruauté sont deux vibrations qu'elles peuvent produire ; en contrepartie, les moines ont donné les noms de vertueuse et pure à deux autres méditations,. Pour le jaïnisme, cette théorie a été tellement vérifiée qu'à l'heure actuelle, les chefs de courant déconseillent encore cette méditation basique sur un simple objet pour plus de trente minutes.
Aujourd'hui deux médiations prévalent: celle sur une image d'un Éveillé, un Tirthankara généralement : on parle de caita-vandana.
Le terme de preksha-dhyana est utilisé pour les méditations inoffensives qui partent du corps physique pour arriver au corps subtil et les vibrations de l'esprit voire de l'âme, cela en se basant sur le souffle, pour résumer.
Pour rappel la seule méditation yogique qui doit durer une dizaine de minutes en fixant une flamme de bougie et en fermant ensuite les yeux, en alternance, méditation appelée Trataka est déconseillée sans l'assistance d'un professeur. La récitation intérieure de mantras avec le cœur et l'intellect est considérée comme une méditation mais est aussi appelée puja.